# نادي صحار
نادي صحار الرياضي هو نادي رياضي عماني يقع في صحار وتأسس في عام 1972. يلعب حالياً في دوري المحترفين العماني. ملعب الفريق هو استاد نادي صحار الذي يقع غرب صحار.

## التاريخ
تأسس النادي في 2 فبراير 1972، وأعيد إنشاؤه في 26 يونيو 2002 م وتأهل نادي صحار إلى دوري المحترفين العماني بعد فوزه على الطليعة في مباراة الصعود والهبوط لموسم 2012–13.
تأسس نادي صحار في الكويت، بينما تأسس نادي «الأهلي» في صحار بداية ستينات القرن الماضي، وقد أدّت عودة الجالية العمانية، التي أسست نادي صحار إلى عمان بعد حكم السلطان قابوس إلى اندماج الناديين بنادٍ واحد سُمي باسم «صحار».

## الجماهير
يملك نادي صحار أكبر قاعدة جماهيرية في سلطنة عمان من حيث الحضور ومؤازرة الفريق في مبارياته المحلية.

## تشكيلة الفريق الحالية

### الفريق الأول
| الرقم | الجنسية         | المركز | اللاعب              |
| ----- | --------------- | ------ | ------------------- |
| 40    | سلطنة عمان      | حارس   | داود الكحالي        |
| 80    | سلطنة عمان      | حارس   | فارس الغيثي         |
| 67    | سلطنة عمان      | حارس   | أيوب السيابي        |
| 66    | سلطنة عمان      | حارس   | مازن المقبالي       |
| 35    | سلطنة عمان      | مدافع  | فهد آل عبدالسلام    |
| 25    | سلطنة عمان      | مدافع  | إسحاق المقبالي      |
| 2     | جمهورية الكونغو | مدافع  | بيرانغر إيتوا       |
| 13    | سلطنة عمان      | مدافع  | حسن العجمي          |
| 5     | سلطنة عمان      | مدافع  | عمر البلوشي         |
| 4     | سلطنة عمان      | مدافع  | سالم المقبالي       |
| 10    | سلطنة عمان      | مدافع  | سعد المخيني         |
| 15    | سلطنة عمان      | مدافع  | معاذ الخالدي        |
| 47    | سلطنة عمان      | وسط    | أحمد مال الله       |
| 8     | سلطنة عمان      | وسط    | وجدي اللمكي         |
| 27    | سلطنة عمان      | وسط    | سالم المقبالي       |
| 17    | سلطنة عمان      | وسط    | مبارك النجاشي       |
| 60    | سلطنة عمان      | وسط    | أحمد آل عبدالسلام   |
| 28    | سلطنة عمان      | مهاجم  | القاسم آل عبدالسلام |
| 33    | سلطنة عمان      | مهاجم  | خليفة الجهوري       |
| 7     | سلطنة عمان      | مهاجم  | محمد السيابي        |
| 16    | سلطنة عمان      | مهاجم  | يعقوب القاسمي       |
| 29    | سلطنة عمان      | مهاجم  | مبارك النوفلي       |
| 11    | سلطنة عمان      | مهاجم  | سعود المقبالي       |
| 7     | سلطنة عمان      | مهاجم  | سعيد الرزيقي        |

| أيقونة بذرة | هذه بذرة مقالة عن موضوع متعلق بسلطنة عمان بحاجة للتوسيع. فضلًا شارك في تحريرها. |